# عیسی طرفی
شیخ عیسی طرفی از فقیه‌های خوزستان است. در جوانی به نجف رفت و نزدیک به بیست سال را صرف تحصیل علوم شیعه کردند. پس از کسب اجتهاد و به در خواست مردم و دستور مراجع نجف به ایران بازگشت. از سال ۱۳۴۱ با سید روح‌الله خمینی آشنا شده و به جریان انقلاب پیوست. عیسی طرفی نماینده سید روح‌الله خمینی و اولین امام جمعه دشت آزادگان و امام جمعه موقت آبادان بودند. او نزد مردم خوزستان محبوبیت زیادی داشت. شیخ عیسی پدر شیخ علی طرفی از عالمان شیعه است. آرامگاه جد شیخ عیسی در دشت آزادگان واقع در همیلی نزدیک مقبرهٔ سیدخلف است.پدرش شیخ سالم فرزند شیخ محمد، از بزرگان عشیره بنی طرف بود. شیخ عیسی طرفی برجسته‌ترین معرف سید روح‌الله خمینی و انقلاب به عشایر عرب خوزستان بود.

## زندگی‌نامه
شیخ عیسی طرفی، در سال۱۲۹۳ شمسی در روستای ابوحمیظه از توابع سوسنگرد، در خانواده‌ای مذهبی به دنیا آمد.نامبرده از عشیره آلبوعفری و از طایفه معروف بنی طرف استان خوزستان میباشد. پدرش در ۶ سالگی او را برای یادگیری خواندن قرآن به مکتب فرستاد. در بیست سالگی به نجف رفت و به مدت ۲۰ سال تحصیلات حوزوی را در نجف گذراند. پس از آن به درخواست مردم آبادان به آبادان رفت. علاوه بر تدریس علوم دینی، مسجد محل سکونت خود را به یک حوزه علمیه تبدیل کرد. با آغاز جنگ ایران و عراق به جبهه جنگ رفت؛ و در مناطق آبادان و خرمشهر حضور یافت؛ و با روحانیونی همچون جزایری، دهدشتی و جمی همکاری داشت.
از جمله شاگردانش، ابراهیم دیراوی بود.

## وفات
شیخ عیسی طرفی در مرداد ماه ۱۳۶۱ علی‌رغم بیماری و داشتن تنها یک کلیه، در منطقه عملیاتی جنگی در سن ۶۸ سالگی بر اثر عارضه درگذشت.
کد خبر:۱۸۲۱۷۵
تاریخ انتشار:۰۷ اوت ۲۰۱۱

## منصب‌ها
- نماینده سید روح‌الله خمینی
- امام جمعه فقید سوسنگرد
- امام جمعه موقت آبادان در دوران جنگ ایران و عراق